# Mariano Beviá Lillo
Mariano Beviá Lillo fue un labrador y político español. Fue el primer alcalde documentado de San Vicente del Raspeig en 1836 ya que se desconoce el alcalde de periodos anteriores.

## Biografía
El 31 de marzo de 1836 un grupo de 58 vecinos de El Raspeig firmaron un manifiesto dirigido a la Reina Regente María Cristina de Habsburgo-Lorena solicitando la segregación del municipio de la ciudad de Alicante. Siete meses después, el 31 de octubre de 1836 se constituyó la corporación municipal en San Vicente del Raspeig, con Mariano Beviá Lillo como alcalde.
Mariano Beviá aparece en documentos de 1806 como diputado de justicia del Caserío de San Vicente del Raspeig, que era el rango municipal subordinado al Ayuntamiento de Alicante que poseía San Vicente del Raspeig.
Anterior a Mariano Beviá, San Vicente del Raspeig fue municipio independiente bajo el amparo de la Constitución de 1812, la cual establecía que todos los municipios superiores a 1.000 habitantes tenían derecho a ser gobernados por un alcalde propio elegido por los vecinos. Hasta la fecha, ninguna investigación ha podido establecer el nombre del aquel histórico primer alcalde.